# Joel Ekstrand
Lars Henning Joel Ekstrand (Lund, 4 febbraio 1989) è un ex calciatore svedese, di ruolo difensore.

## Carriera

### Club
È cresciuto nelle giovanili del Lund prima e in quelle dell'Helsingborg poi. Il 12 febbraio 2008 ha esordito in Coppa UEFA giocando titolare la gara persa 2 a 0 contro gli olandesi del PSV. L'esordio in Allsvenskan è avvenuto invece il 31 marzo 2008 contro il GIF Sundsvall.
Il 23 luglio 2009 ha segnato il suo primo gol in carriera durante il match di UEFA Europa League contro i georgiani del FC Zestafoni. Il primo in Allsvenskan è datato invece 10 maggio 2010 contro il Gefle. Il 13 novembre 2010 ha vinto la Coppa di Svezia a discapito dell'Hammarby per 1 a 0.
Dopo aver giocato 73 partite con la maglia de Di Röe, il 1º gennaio 2011 si è trasferito alla squadra italiana dell'Udinese per 1,8 milioni di euro. L'8 maggio seguente ha debuttato con i friulani in Serie A nella gara vinta 2 a 1 contro la Lazio. Il 16 agosto 2011 è stato schierato per la prima volta da titolare in bianconero, giocando gli interi 90 minuti della gara persa 1 a 0 contro l'Arsenal e valida come preliminare per la UEFA Champions League 2011-2012.
Avendo giocato solamente 20 gare in una stagione e mezza in Italia, complice anche la concorrenza di Medhi Benatia e Danilo, nell'estate 2012 si è trasferito agli inglesi dell'Watford, club appena rilevato dal patron dell'Udinese Giampaolo Pozzo. Con gli Hornets ha giocato fino al 21 marzo 2015 (data in cui si è procurato la rottura del legamento crociato che lo ha tenuto lontano dai campi per 14 mesi) un totale di 92 gare di Championship play-off inclusi, oltre a 8 gare tra FA Cup e Football League Cup. Nel giugno 2016 ha lasciato la squadra una volta terminato il suo contratto, dopo una stagione priva di presenze ufficiali per via dei suoi problemi fisici.
Il 6 settembre seguente si è legato per un anno al Bristol City. È sceso in campo il 10 e il 17 settembre, poi la sua stagione è stata condizionata da un infortunio al bicipite femorale e da una malattia. Una volta ristabilitosi, è rimasto comunque ai margini della squadra fino a fine campionato.
Nel febbraio 2017, da svincolato, ha firmato con il Rotherham United fino al termine della stagione. Ha esordito partendo titolare il 16 febbraio nel 5-0 al Cardiff City, ma ha giocato solo quella partita a causa di un'operazione al ginocchio.
Dopo gli otto anni trascorsi all'estero, nel gennaio 2018 Ekstrand è tornato a giocare per una squadra svedese con il triennale firmato a parametro zero con l'AIK. Dopo una breve apparizione il 4 marzo 2018 in Coppa di Svezia contro l'Halmstad, Ekstrand ha continuato ad avere problemi fisici anche nel corso della stagione 2018, tanto da trovare il debutto in campionato solo negli ultimi minuti dell'ultima giornata contro il Kalmar, partita che è anche valsa la conquista del titolo nazionale. Ha provato – senza successo – a guarire dagli infortuni anche nel corso della stagione 2019, durante la quale non è riuscito a disputare alcuna partita ufficiale. Il 9 ottobre 2019 la società nerogialla ha comunicato che il giocatore avrebbe definitivamente lasciato la squadra in quanto costretto a ritirarsi dall'attività agonistica all'età di 30 anni, considerato anche il parere dei medici.

### Nazionale
Ha partecipato al Campionato Europeo Under-21 2009 ed ha debuttato nella Nazionale maggiore svedese il 23 gennaio 2010, nell'amichevole pareggiata 1 a 1 contro la Siria. Il 5 marzo 2014, a distanza di oltre 4 anni dall'ultima volta, è tornato in Nazionale nella gara amichevole persa 2 a 1 contro la Turchia.

## Statistiche

### Presenze e reti nei club
Statistiche aggiornate al 18 novembre 2016.
| Stagione           | Squadra            | Campionato         | Campionato | Campionato | Coppe nazionali | Coppe nazionali | Coppe nazionali | Coppe europee | Coppe europee | Coppe europee | Altre coppe | Altre coppe | Altre coppe | Totale | Totale |
| Stagione           | Squadra            | Comp               | Pres       | Reti       | Comp            | Pres            | Reti            | Comp          | Pres          | Reti          | Comp        | Pres        | Reti        | Pres   | Reti   |
| ------------------ | ------------------ | ------------------ | ---------- | ---------- | --------------- | --------------- | --------------- | ------------- | ------------- | ------------- | ----------- | ----------- | ----------- | ------ | ------ |
| 2008               | Helsingborg        | A                  | 26         | 0          | CS              | 0               | 0               | CU            | 2             | 0             | -           | -           | -           | 28     | 0      |
| 2009               | Helsingborg        | A                  | 24         | 0          | CS              | 3               | 0               | -             | -             | -             | -           | -           | -           | 27     | 0      |
| 2010               | Helsingborg        | A                  | 23         | 1          | CS              | 2               | 0               | UEL           | 5             | 1             | -           | -           | -           | 30     | 2      |
| Totale Helsingborg | Totale Helsingborg | Totale Helsingborg | 73         | 1          |                 | 5               | 0               |               | 7             | 1             |             |             |             | 85     | 2      |
| gen.-giu. 2011     | Udinese            | A                  | 1          | 0          | CI              | 0               | 0               | -             | -             | -             | -           | -           | -           | 1      | 0      |
| 2011-2012          | Udinese            | A                  | 11         | 0          | CI              | 1               | 0               | UCL+UEL       | 2+5           | 0+0           | -           | -           | -           | 19     | 0      |
| Totale Udinese     | Totale Udinese     | Totale Udinese     | 12         | 0          |                 | 1               | 0               |               | 7             | 0             |             |             |             | 20     | 0      |
| 2012-2013          | Watford            | FLC                | 35         | 1          | FACup+CdL       | 1+0             | 0+0             | -             | -             | -             | -           | -           | -           | 36     | 1      |
| 2013-2014          | Watford            | FLC                | 33         | 0          | FACup+c         | 3+3             | 0+0             | -             | -             | -             | -           | -           | -           | 39     | 0      |
| 2014-2015          | Watford            | FLC                | 24         | 1          | FACup+CdL       | 0+1             | 0+0             | -             | -             | -             | -           | -           | -           | 25     | 1      |
| 2015-2016          | Watford            | PL                 | 0          | 0          | FACup+CdL       | 0+0             | 0+0             | -             | -             | -             | -           | -           | -           | 0      | 0      |
| Totale Watford     | Totale Watford     | Totale Watford     | 92         | 2          |                 | 8               | 0               |               |               |               |             |             |             | 100    | 2      |
| 2016-2017          | Bristol City       | FLC                | 2          | 0          | CdL             | 0               | 0               | -             | -             | -             | -           | -           | -           | 2      | 0      |
| Totale carriera    | Totale carriera    | Totale carriera    | 179        | 3          |                 | 14              | 0               |               | 14            | 1             |             |             |             | 207    | 4      |

### Cronologia presenze e reti in Nazionale
| Cronologia completa delle presenze e delle reti in nazionale ― Svezia | Cronologia completa delle presenze e delle reti in nazionale ― Svezia | Cronologia completa delle presenze e delle reti in nazionale ― Svezia | Cronologia completa delle presenze e delle reti in nazionale ― Svezia | Cronologia completa delle presenze e delle reti in nazionale ― Svezia | Cronologia completa delle presenze e delle reti in nazionale ― Svezia | Cronologia completa delle presenze e delle reti in nazionale ― Svezia | Cronologia completa delle presenze e delle reti in nazionale ― Svezia |
| Data                                                                  | Città                                                                 | In casa                                                               | Risultato                                                             | Ospiti                                                                | Competizione                                                          | Reti                                                                  | Note                                                                  |
| --------------------------------------------------------------------- | --------------------------------------------------------------------- | --------------------------------------------------------------------- | --------------------------------------------------------------------- | --------------------------------------------------------------------- | --------------------------------------------------------------------- | --------------------------------------------------------------------- | --------------------------------------------------------------------- |
| 23-1-2010                                                             | Damasco                                                               | Siria                                                                 | 1 – 1                                                                 | Svezia                                                                | Amichevole                                                            | -                                                                     |                                                                       |
| 5-3-2014                                                              | Ankara                                                                | Turchia                                                               | 2 – 1                                                                 | Svezia                                                                | Amichevole                                                            | -                                                                     | 46’                                                                   |
| Totale                                                                |                                                                       | Presenze                                                              | 2                                                                     |                                                                       | Reti                                                                  | 0                                                                     |                                                                       |

## Palmarès

### Club

#### Competizioni nazionali
- Campionato svedese: 1

AIK: 2018